# Kinocentralen
Kinocentralen var ett svenskt filmlaboratorium.

## Historia
Den grundades som enskild firma 1918 av Carl Fritiof Anderson och ombildades till aktiebolag 1921. Vid en konkurs 1926 omvandlades det till Film AB Västermalm men firmanamnet Kinocentralen återuppstod igen samma år ur resterna av Västermalms likvidation. Huvudägare var då Anderson med fotografen Carl Halling som ägare av en betydande minoritetspost. Sedan förändras ägarbilden då Andersons följeslagare och kompanjon Gösta Sandin som funnits med sedan starten träder in som hälftendelägare i mitten av 1930-talet.
Verksamheten började med att trycka textkartonger till stumfilmer och vilka filmades, framkallades och klipptes in i filmkopiorna. Laboratorieverksamheten utvecklades också när man flyttade in i nya lokaler. Så småningom utvidgades det hela till att gälla produktion av reklamfilm och industrifilm. 1924 introducerade man den tecknade reklamfilmen i Sverige där man engagerade animatören Arvid Olson. Kinocentralen blev en av de största producenterna av kortfilm vilket inkluderar propagandafilmer för olika statliga myndigheter som Postbanken och Statens Järnvägar. Man stod även för produktionen av en del valfilmer, bland annat Stockholms Arbetarekommuns film 1931 "Under röda fanor" och Socialdemokraternas film 1932 "När Berg och Fält bytte yrken".
Eftersom laboratoriekostnaderna utgjorde en avsevärd del av en långfilmsbudget fick Kinocentralen stor betydelse för mindre filmproducerande bolag genom att kunna ge kredit för dessa kostnader. Detta samarbete blev betydelsefullt för ett bolag som Svensk Talfilm
Under sina storhetsdagar hade Kinocentralen sina lokaler vid Drottninggatan (där Åhléns numera är beläget). Vid rivningen av Klarakvarteren vid början av 1960-talet flyttade man sin laboratorieverksamhet till Huvudsta. När marknaden för svart-vit film började svikta kunde man mycket beroende av flytten inte längre hänga med i konkurrensen från andra laboratorier som låg före vad gäller färgfilm. I en notis i Expressen 12 juni 1964 meddelades att Kinocentralen inställt betalningarna och några dagar senare gick man i konkurs. Konkursboet inköptes enligt Svenska Dagbladet 18 juli 1964 av Johan Bonnier som hade som avsikt att starta ett bolag, Bonnierfilm.